# بيتر باولوس
بيتر باولوس هو محامي وسياسي هولندي، ولد في 9 أبريل 1754 في Axel, Netherlands ‏ في هولندا، وتوفي في 17 مارس 1796 في لاهاي في هولندا. نشط حزبياً في زمن الوطنيين.